# موس كينت
موس كينت هو محامي وقاضي وسياسي أمريكي، ولد في 3 أبريل 1766 في مقاطعة رينسيلير في الولايات المتحدة، وتوفي في 30 مايو 1838 في بلاتسبورغ في الولايات المتحدة. انتخب عضو جمعية ولاية نيويورك ‏ وانتخب عضو مجلس ولاية نيويورك ‏ وانتخب عضو مجلس النواب الأمريكي ‏.